# Steinshamn
Steinshamn è un villaggio della Norvegia, situato nella municipalità di Ålesund, nella contea di Møre og Romsdal.